# Pilot (gruppo musicale russo)
Pilot (in russo Пилот?) è un gruppo rock russo fondato a San Pietroburgo nel gennaio del 1997 dal cantante Il'ja Čërt (Илья Чёрт), nome d'arte di Il'ja Knabengof (Илья Кнабенгоф).

## Formazione

### Formazione attuale
- Il'ja Čërt - voce, chitarra (dal 1977)
- Nikita Belozërov - batteria, voce (dal 2013)
- Aleksej Svetlov - chitarra (dal 2022)
- Ivan Petrov - basso (dal 2022)

### Ex componenti
- Stanislav Markov - basso (1997-2013)
- Viktor Kuz'mičëv - batteria (1997-2013)
- Roman Čujkov - chitarra (1997-2005)
- Denis Možin - batteria (1999-2000)
- Maks Jorik - archi, tastiera, percussioni (1999-2007)
- Nikolaj Lysov - batteria (1999-2007)
- Viktor Bastrakov - chitarra (2006-2014)
- Andrej Kazačenko - tastiera, chitarra (2007-2022)
- Sergej Vyrvič - basso (2013-2022)

## Discografia

### Album in studio
- Vojna (1997)
- Skazka o Prygune i Skol'zjaščem (2001)
- Naše Nebo (2002)
- Džokonda (2002)
- Ryba, Krot i Svin'ja (2004)
- Č/b (2006)
- 1+1=1 (2008)
- Sodružestvo (2009)
- Osen' (2011)
- 13 (2013)
- Izoljator (2015)
- Kukuška (2016)
- Pandora (2018)
- Tygydym (2022)

### Singoli
- Vremena Goda (2003)
- Проводник (2004)

### Raccolte
- Best of 1997-2004 (2004)
- 10 let - polët normal'nyj (2007)

### Live
- Žyvoj Koncerrrt (1998)
- Koncert v Sankt-Peterburge (2000)